# Peter A. McCullough
Peter Andrew McCullough ( /məˈkʌlə/; nacido el 29 de diciembre de 1962) es un cardiólogo estadounidense. Fue subjefe de medicina interna en el Centro Médico de la Universidad de Baylor y profesor en la Universidad Texas A&M.
Durante la pandemia de COVID-19, McCullough ha promovido la discrepancias contra la información oficial sobre la pandemia de COVID-19, la vacuna contra la COVID-19 y los tratamientos contra la COVID-19.

## Primeros años y educación
Peter Andrew McCullough nació en Buffalo, Nueva York, el 29 de diciembre de 1962. Obtuvo una licenciatura en Ciencias de la Universidad de Baylor en 1984 y su título de Doctor en Medicina (MD) de la Universidad de Texas Southwestern Medical Center en 1988. Completó su residencia en medicina interna en la Universidad de Washington en Seattle, una beca de cardiología en 1991 y practicó medicina interna en Grayling, Michigan, durante dos años antes de matricularse en la Escuela de Salud Pública de la Universidad de Míchigan, donde obtuvo un máster en salud pública (MPH) en 1994.

## Carrera profesional
Tras recibir su MPH, McCullough fue becario cardiovascular en el Hospital William Beaumont del área metropolitana de Detroit hasta 1997. A continuación, trabajó sucesivamente en el Henry Ford Heart and Vascular Institute de Detroit hasta el año 2000, fue jefe de sección de cardiología de la Facultad de Medicina de la Universidad de Misuri-Kansas City y regresó al William Beaumont Hospital, donde trabajó de 2002 a 2010. Pasó los siguientes cuatro años como jefe académico y científico del Sistema de Salud St. John Providence, en Detroit, antes de incorporarse al Centro Médico de la Universidad de Baylor en 2014. McCullough llegó a un acuerdo de separación confidencial con el Centro Médico Baylor Scott & White en febrero de 2021. En julio, en respuesta a su promoción de información errónea sobre COVID-19, Baylor demandó a McCullough para que dejara de estar asociado con ellos.
McCullough es fundador y actual presidente de la Cardio Renal Society of America y coeditor en jefe de la revista de la sociedad, Cardiorenal Medicine y editor de la revista Reviews in Cardiovascular Medicine. Ha realizado varios estudios sobre la carrera y las enfermedades cardíacas, y co-describió el término miocardiopatía de Fidípides, una afección cardíaca que se da en algunos atletas de alta resistencia.  Otra investigación ha incluido la relación entre la enfermedad cardíaca y la enfermedad renal y los factores de riesgo de enfermedad cardíaca. Es miembro del grupo de defensa conservador Association of American Physicians and Surgeons.

### COVID-19
Durante la pandemia de COVID-19, McCullough abogó por un tratamiento precoz que incluyera hidroxicloroquina, criticó la respuesta de los Institutos Nacionales de Salud y la Administración de Alimentos y Medicamentos, discrepó de las recomendaciones de salud pública y contribuyó a la desinformación sobre COVID-19.

#### Defensa del tratamiento ambulatorio temprano
En abril de 2020, McCullough dirigió un estudio sobre el medicamento hidroxicloroquina como tratamiento de la COVID-19 para el Centro Médico Baylor Scott & White. McCullough declaró a The Wall Street Journal que la urgencia de la crisis de salud pública justificaba que se comprometieran las mejores prácticas en la investigación médica. En julio, después de que importantes estudios descubrieran que la hidroxicloroquina no era eficaz contra el COVID-19 y la Administración de Alimentos y Medicamentos revocara su autorización de uso de emergencia (EUA), McCullough apoyó una segunda EUA.
McCullough, Harvey Risch, de la Escuela de Salud Pública de Yale, y sus coautores publicaron en agosto de 2020 en la revista American Journal of Medicine un estudio observacional que proponía un régimen de tratamiento ambulatorio temprano para la COVID-19. Basándose en pruebas anteriores, el artículo formulaba recomendaciones para el tratamiento ambulatorio de los pacientes con COVID-19, pero no presentaba ninguna prueba nueva. El artículo fue compartido en las redes sociales, principalmente por grupos que habían publicado previamente información errónea sobre el COVID-19,  en posts que interpretaban falsamente la publicación como un respaldo a la hidroxicloroquina como tratamiento para la COVID-19. El Ministerio de Salud de Brasil respaldó el artículo en su sitio web, contribuyendo a un grave problema de desinformación sobre la COVID-19 en Brasil. El artículo fue criticado en cartas a los editores;  los editores respondieron que el artículo incluía algunas "especulaciones esperanzadoras.. . Lo que parecía razonable el verano pasado basado en experimentos de laboratorio ha demostrado posteriormente que no es cierto".
McCullough y Risch fueron dos de los tres testigos convocados por el presidente del comité, el senador Ron Johnson, para testificar ante una audiencia del Comité de Seguridad Nacional y Asuntos Gubernamentales del Senado de los Estados Unidos sobre los tratamientos del COVID-19 celebrada en noviembre de 2020. McCullough testificó a favor del distanciamiento social, la vacunación y los tratamientos, incluida la hidroxicloroquina. Ashish Jha, decano de la Escuela de Salud Pública de la Universidad de Brown, llamado a testificar, dijo que el "claro consenso en la comunidad médica y científica, basado en pruebas abrumadoras" es que la hidroxicloroquina es ineficaz como tratamiento para el COVID-19. McCullough dijo que Jha estaba promoviendo información errónea y que su oposición al fármaco era "imprudente y peligrosa para la nación". Jha respondió en la página de opinión de The New York Times  "Al encumbrar a testigos que parecen inteligentes pero que respaldan terapias sin fundamento, nos arriesgamos a poner en peligro el trabajo de un siglo de progreso médico".

#### Información errónea sobre la COVID-19
Algunas de las declaraciones públicas de McCullough contribuyeron a la difusión de información errónea sobre el COVID-19.
McCullough declaró ante un comité del Senado de Texas en marzo de 2021, publicado en YouTube por la Asociación de Médicos y Cirujanos Americanos, en el que hizo afirmaciones falsas sobre las vacunas contra el COVID-19 y el COVID-19, incluyendo que las personas menores de 50 años y los que ya habían pasado la enfermedad no necesitaban la vacuna y que no había pruebas de la propagación asintomática del COVID-19.
Publicada en la plataforma canadiense de intercambio de vídeos Rumble, McCullough concedió una entrevista en abril de 2021 a The New American, la revista de la derechista John Birch Society, en la que avanzaba mensajes contra la vacunación, incluyendo la afirmación falsa de decenas de miles de muertes atribuidas a las vacunas COVID-19. En mayo de 2021, McCullough concedió una entrevista en la que hizo afirmaciones sobre las vacunas COVID-19 y COVID-19 que eran "inexactas, engañosas y/o no estaban respaldadas por pruebas", entre ellas que los supervivientes no podían volver a infectarse y, por tanto, no necesitan ser vacunados y que las vacunas eran peligrosas.
Durante sus apariciones en televisión, McCullough ha contradicho las recomendaciones de salud pública, incluso cuando se le preguntó sobre la agresiva propagación del COVID-19 entre los niños, al sugerir que las personas sanas menores de 30 años no necesitaban una vacuna, y cuando se le preguntó sobre los méritos relativos de la inmunidad inducida por la vacunación frente a la inmunidad "natural" (de supervivencia), al cuestionar la necesidad de las vacunas para lograr la inmunidad de grupo.
En mayo de 2025, McCullough testificó ante el Senado de los Estados Unidos afirmando que el 73.9% de todos los fallecidos durante la pandemia de COVID-19 perecieron por causas relacionadas con las vacunas de dicho virus. Para ello, se basó en un estudio científico desacreditado y duramente criticado por sus errores metodológicos: “A systematic review of autopsy findings in deaths after COVID-19 vaccination”.